# Tibete durante a Dinastia Ming

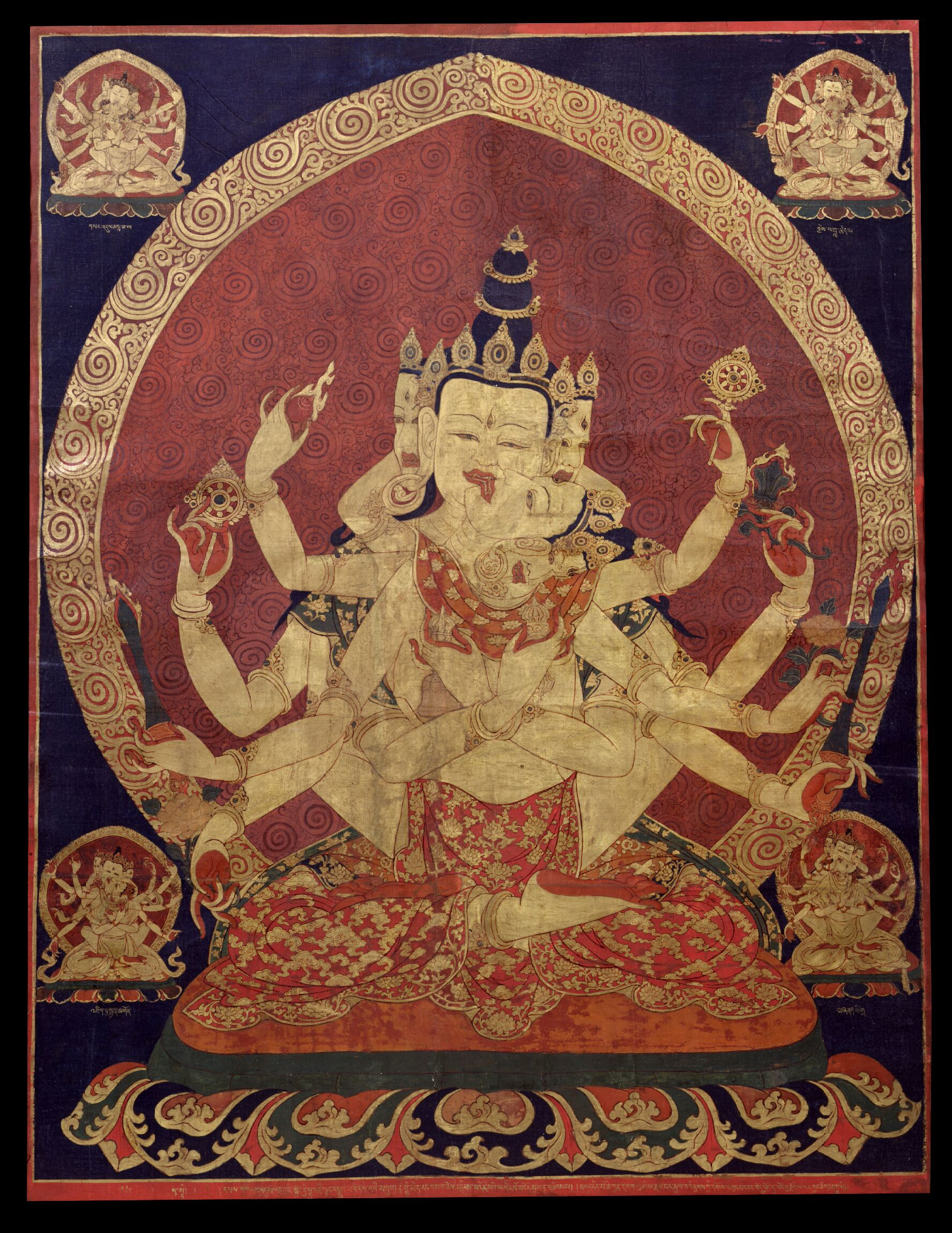
Um thangka tibetano do século XVII de Guhyasamaja Akshobhyavajra; a corte da Dinastia Ming reuniu vários itens de tributo que eram produtos nativos do Tibete (como thangkas), e em troca dava vasos tradicionais da dinastia como presentes.

A natureza exata das relações entre a China e o Tibete durante a Dinastia Ming (1368–1644) não são claras. A análise da relação é ainda mais complicada por conflitos políticos modernos e pela aplicação da soberania de Estado num tempo em que o conceito não existia. Alguns estudiosos do continente chinês, como Wang Jiawei e Gyaincain Nyima, afirmam que a Dinastia Ming tinha inquestionável soberania sobre o Tibete, apontando para a concessão de vários títulos de líderes tibetanos pela corte Ming, a aceitação plena desses títulos tibetanos, e um processo de renovação para sucessores desses títulos que envolviam viajar para a capital Ming. Estudiosos na China também argumentam que o Tibete tem sido uma parte integrante do país desde o século XIII e que era, portanto, uma parte do Império Ming. Mas a maioria dos estudiosos fora da China, como Turrell V. Wylie, Melvin C. Goldstein e Helmut Hoffman, dizem que a relação era de uma suserania, os títulos Ming eram apenas nominais, o Tibete permaneceu uma região independente fora do controle Ming e que eles simplesmente pagavam tributos até o reinado de Jiajing (1521-1567), que deixou as relações com o Tibete.
Alguns estudiosos notam que os líderes tibetanos durante a Dinastia Ming estavam frequentemente envolvidos em guerra civil e realizaram a sua própria diplomacia estrangeira com estados vizinhos como o Nepal. Alguns ressaltam o aspecto comercial da relação sino-tibetana, observando a falta de cavalos de guerra da Dinastia Ming e, portanto, a importância do comércio de cavalos com o Tibete. Outros argumentam que a significante natureza religiosa da relação da corte Ming com os lamas tibetanos é sub-representada no conhecimento acadêmico moderno. Na esperança de reviver a relação única do líder mongol anterior Cublai (r. 1260–1294) e seu espiritual superior Drogön Chögyal Phagpa (1235-1280) da seita tibetana Sakya, o imperador chinês Yongle (r. 1402–1424) fez um esforço para construir uma aliança secular e religiosa, com Deshin Shekpa (1384-1415), o Karmapa do tibetano Karma Kagyu. No entanto, as tentativas de Yongle foram infrutíferas.
Os Ming iniciaram intervenções armadas esporádicas no Tibete durante o século XIV, mas não guarneceram tropas permanentes por lá. Às vezes os tibetanos também utilizaram resistência armada contra incursões Ming. O Imperador Wanli (r. 1572–1620) fez tentativas de restabelecer as relações sino-tibetanas após a aliança mongol-tibetana iniciada em 1578, o que afetou a política externa da futura Dinastia Qing (1644–1912) da China em seu apoio ao Dalai Lama de Gelug. No final do século XVI, os mongóis foram protetores armados bem sucedidos do Gelug do Dalai Lama, depois de aumentar sua presença na região de Amdo. Isso culminou na conquista de Guxi Cã (1582–1655) do Tibete entre 1637 e 1642 e o estabelecimento do regime Ganden Phodrang pelo Quinto Dalai Lama com a sua ajuda.

## Antecedentes

### Império Mongol

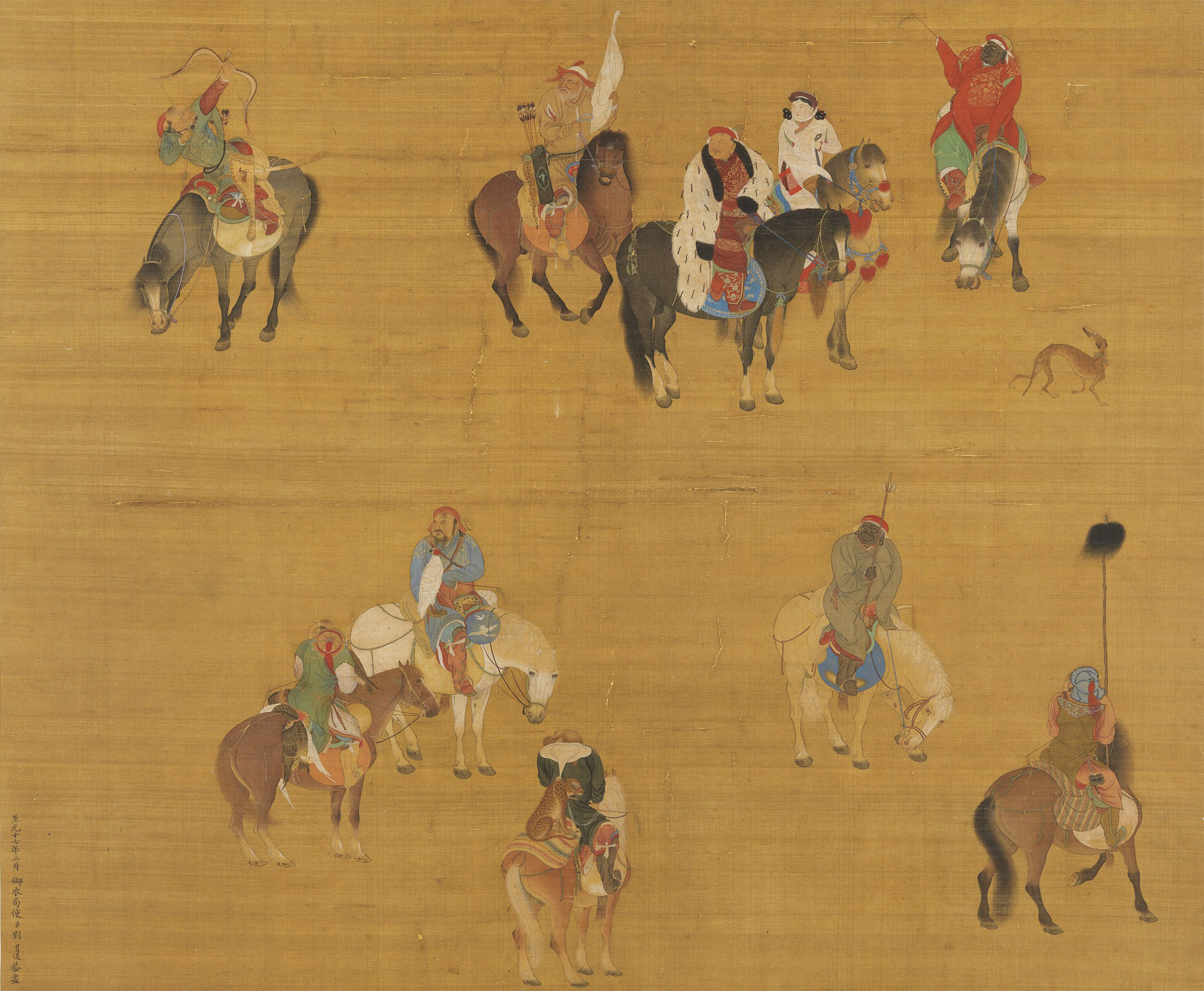
Pintura de Cublai numa expedição de caça, pelo artista da corte chinesa Liu Guandao, c. 1280

O Tibete foi um forte poder contemporâneo junto aos chineses da Dinastia Tang (618–907). Até o colapso do império tibetano no século IX, foi o maior rival dos Tang em dominar a Ásia Central. Os governantes Yarlung do Tibete também assinaram diferentes tratados de paz com chineses, culminando num tratado em 821 que fixou as fronteiras entre o Tibete e a China. Durante o Período das Cinco Dinastias e dos Dez Reinos (907–960) na China, enquanto o fraturado reino político chinês não via ameaças num Tibete que estava em desordem, assim como muitos políticos, havia poucas formas de relações sino-tibetanas. Poucos documentos envolvendo contatos sino-tibetanos sobreviveram na Dinastia Sung (960–1279). Os Sung estavam muito mais preocupados com a luta contra estados inimigos do norte do governado quitai da Dinastia Liao (907–1125) e o governado Jurchen da Dinastia Jin (1115–1234).
Em 1207, o governante mongol Gengis Cã (r. 1206–1227) conquistou e subjugou o estado étnico Tangut da Xia Ocidental (1038-1227). No mesmo ano, ele estabeleceu relações diplomáticas com o Tibete, enviando para lá emissários. A conquista recente dos governantes da Xia Ocidental alarmou os tibetanos, que, então, decidiram prestar homenagens aos mongóis. No entanto, quando eles deixaram de pagar tributos após a morte de Gengis Cã, seu sucessor Oguedai (r. 1229–1241) lançou uma invasão ao país.

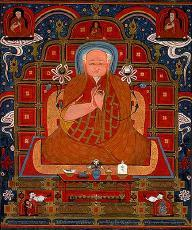
Drogön Chögyal Phagpa, um dos cinco fundadores da escola de budismo tibetano Sakya, foi apontado como um rei do Tibete pelo governante mongol Cublai r.

O príncipe mongol Godã, neto de Gêngis Cã, invadiu até Lassa. Durante seu ataque em 1240, Godã convocou Sakya Pandita (1182-1251), líder da seita budista tibetana Sakya, a sua corte no que hoje é a província de Gansu na China ocidental. Com a apresentação de Sakya Pandita para Godã em 1247, o Tibete foi oficialmente incorporado ao Império Mongol durante a regência de Töregene Khatun (1241-1246). Michael C. van Walt van Praag escreveu que Godã concedeu autoridade temporal para Sakya Pandita sobre um Tibete ainda politicamente fragmentado, afirmando que "esta investidura teve pouco impacto real", mas foi significativa ao estabelecer a única relação "sacerdote patrono" entre os mongóis tibetanos e os lamas Sakya.
A partir de 1236, o príncipe mongol Cublai (que mais tarde governou como grão-cã de 1260-1294) recebeu um grande apanágio no norte da China de seu superior, Oguedai Cã. Karma Pakshi (1203–1283) — o lama chefe da linhagem Karma Kagyu do budismo tibetano — rejeitou o convite de Cublai a aparecer em sua corte, então Cublai convidou Drogön Chögyal Phagpa (1235-1280), sucessor e sobrinho de Sakya Pandita, que veio a sua corte em 1253. Cublai instituiu em uma relação única com o lama Phagpa, que o reconheceu como um soberano superior em assuntos políticos e o lama Phagpa como o instrutor sênior de Cublai em assuntos religiosos. O príncipe mongol também fez de Drogön Chögyal Phagpa o diretor da ofício governamental conhecida como Escritório de Assuntos Budistas e Tibetanos e o sacerdote governante do Tibete, o que compreendia 13 diferentes estados governados por miriarquias.
Cublai não conquistou a Dinastia Sung no Sul da China até 1279, então o Tibete era um componente do início do Império Mongol antes de ser combinado num dos seus impérios descendentes com toda a China sob a Dinastia Yuan (1271–1368). Van Praag escreveu que esta conquista "marcou o fim da independência da China", que foi, então, incorporada à Dinastia Yuan, que governou a China, o Tibete, Mongólia, partes da Coreia, a Sibéria e a Alta Birmânia. Morris Rossabi, professor de história asiática no Queens College da Universidade da Cidade de Nova Iorque, escreveu que "Cublai queria ser notado como o Cã legítimo dos Cãs dos mongóis e como o Imperador da China. Embora ele, no início da década de 1260, tenha se identificado de perto com a China, ainda, por um tempo, reivindicou domínio universal", e ainda "apesar de seus sucessos na China e na Coreia, Cublai não conseguiu se aceitar como o Grande Cã". Assim, com uma aceitação tão limitada da sua posição como o Grande Cã, ele se identificou cada vez mais com a China e procurou apoio como o imperador do país.

### Queda dos Sakya e Yuan

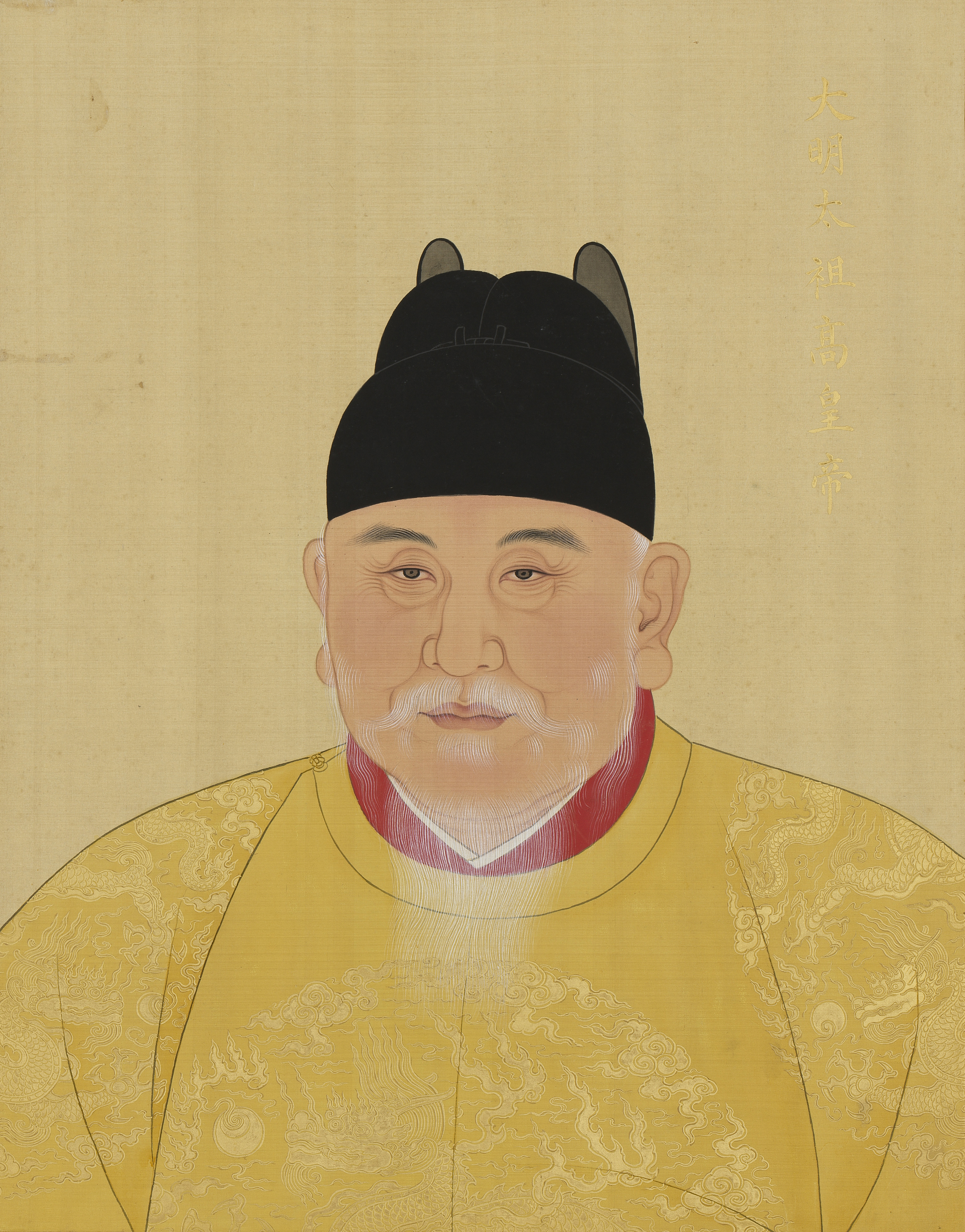
Zhū Yuánzhāng r.

Em 1358, o vice-reinado Sakya, um regime instalado pelos mongóis no Tibete, foi deposto numa rebelião pelo miriarca phagmodru Tai Situ Changchub Gyaltsen (1302-1364). A corte mongol Yuan foi obrigada a aceitá-lo como o novo vice-rei, e Changchub Gyaltsen e seus sucessores, a Dinastia Phagmodrupa, ganharam de facto domínio sobre o Tibete.
Em 1368, uma revolta chinesa dos Han conhecida como a Rebelião dos Turbantes Vermelhos derrubou a dinastia mongol Yuan na China. Zhu Yuanzhang então estabeleceu a Dinastia Ming, governando com o Imperador Zhū Yuánzhāng (r. 1368–1398). Não está claro o quanto a nova corte Ming compreendia a guerra civil em curso no Tibete entre seitas rivais, mas o primeiro imperador estava ansioso para evitar o mesmo problema que o país tinha causado para a Dinastia Tang. Em vez de reconhecer o governante phagmodru, o Imperador Hongwu se uniu ao Karmapa do Kham mais próximo da região do sudeste do Tibete, enviando emissários naquela região no inverno de 1372-1373 para os funcionários Yuan renovarem seus títulos para a nova corte Ming.
Como são evidentes em seus editos imperiais, Hongwu estava bem ciente da ligação budista entre o Tibete e a China, e queria aumentá-la. O Quarto Karmapa, Rolpe Dorje (1340-1383), rejeitou o convite de Hongwu, embora ele enviou alguns discípulos como embaixadores à corte Ming em Nanquim. Hongwu também confiou seu guru Zongluo, um dos muitos monges budistas na corte, para chefiar uma missão religiosa no Tibete, em 1378-1382, a fim de obter as escrituras budistas.
No entanto, o governo Ming no início promulgou uma lei, posteriormente revogada, que proibia chineses Han de aprender as doutrinas do budismo tibetano. Há pouca evidência descrevendo chineses, especialmente chineses leigos, estudando o budismo tibetano até a era republicana (1912-1949). Apesar destas missões em nome de Hongwu, Morris Rossabi escreveu que o Imperador Yongle (r. 1402–1424) "foi o primeiro governante Ming a procurar ativamente uma extensão nas relações com o Tibete".

## Relatos do livroMingshi

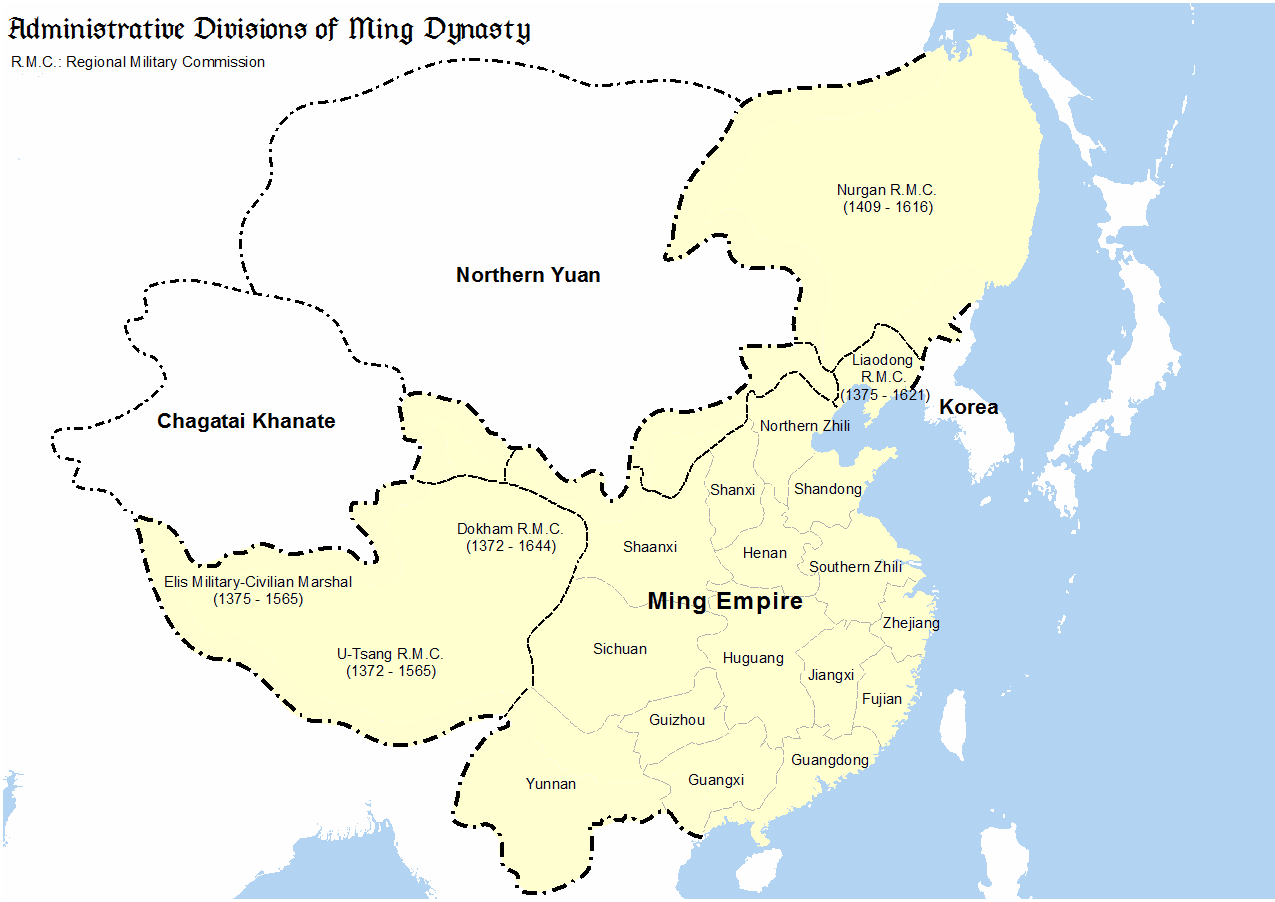
O mapa mostra as áreas administradas pelas Comissões Militares Regionais de Dokham e Ü-Tsang e pelo Escritório do Marechal (É-Lì-Sī) de acordo com as reivindicações dos Ming, mas se eles eram ou não de facto independentes da China é debatido

De acordo com os livros oficiais Vinte e Quatro Histórias, a História dos Ming (ou Mingshi em chinês) compilada em 1739 pela futura Dinastia Qing (1644–1912), a Dinastia Ming estabeleceu o "Escritório Civil-Militar do Marechal É-Lì-Sī" (Elis, em chinês:  俄力思軍民元帥府) no oeste do Tibete e instalou a "Comissão Militar Regional Ü-Tsang" para administrar Ü-Tsang, e a "Comissão Militar Regional de Amdo-Kham" (Dokham) para administrar as regiões de Amdo e Kham. O Mingshi afirma que os ofícios administrativos foram criados nestas elevadas comandarias, incluindo uma Comandaria Itinerante, três Escritórios Comissariados de Pacificação, seis Escritórios Expedicionários do Comissário, quatro ofícios Wanhu (miriarquias, cada uma no comando de 10 mil famílias), e dezessete ofícios Qianhu (quiliarquias, cada uma no comando de 1 000 famílias).
A corte Ming nomeou três Príncipes de Dharma (法王) e cinco Príncipes (王), e concedeu muitos outros títulos, tais como os Tutores do Grande Estado (大國師) e Tutores do Estado (國師), às importantes escolas do budismo tibetano, incluindo as seitas Karma Kagyu, Sakya, e a seita Gelug. De acordo com Wang Jiawei e Nyima Gyaincain, altos funcionários desses órgãos foram nomeados todos pelo governo central e estavam sujeitos a lei do império. No entanto, Van Praag descreve a distinção e duração que o código de leis tibetanas estabelecidas pelo governante phagmodru Changchub Gyaltsen como uma das muitas reformas para reviver as velhas tradições imperiais tibetanas.
O falecido Turrell V. Wylie, ex-professor da Universidade de Washington, e Li Tieh-tseng argumentaram que a confiabilidade do Mingshi foi fortemente censurada e questionada como uma fonte credível sobre as relações sino-tibetanas à luz da ciência moderna. Outros historiadores também afirmam que estes títulos Ming eram nominais e não chegaram a conferir a autoridade que os títulos anteriores dos Yuan tinham. Van Praag escreveu que "as numerosas missões tibetanas economicamente motivadas pela corte Ming são referidas como 'missões tributárias' no Ming Shih." Ele também escreveu que essas "missões tributárias" foram simplesmente motivadas pela necessidade chinesa dos cavalos do Tibete, uma vez que um mercado viável de cavalos em terras mongóis foi encerrado como resultado do conflito incessante.

## Debates acadêmicos modernos

### Herança, reconduções e títulos

#### Transição dos Yuan aos Ming
Os historiadores discordam sobre qual foi a relação entre a corte Ming e o Tibete e se a China Ming tinha ou não soberania sobre o Tibete. Van Praag escreve que os historiadores da corte chinesa viam o Tibete como um afluente externo independente e tinha pouco interesse naquele país, além de uma relação de lama-patrono. O historiador Tsepon W. D. Shakabpa apoia a posição da Van Praag. No entanto, Wang Jiawei e Nyima Gyaincain declaram que estas afirmações de van Praag e Xagabba são "falácias".

Mapa mostrando mudanças nas fronteiras do Império Mongol desde sua fundação por Gengis Cã em 1206, sua morte em 1227 e o Estado de Cublai, com a Dinastia Yuan mostrada em roxo na fase final da morte de Cublai em 1294, quando o Império Mongol tornou-se dividido em quatro canatos separados

Wang e Nyima argumentam que o imperador chinês enviou editos para o Tibete duas vezes no segundo ano da Dinastia Ming, e demonstrou que ele via o país como uma região importante para pacificar incitando várias tribos tibetanas a submeterem-se à autoridade da corte Ming. Eles observam que, ao mesmo tempo, o príncipe mongol Punala, que havia herdado sua posição como governante de áreas do Tibete, foi para Nanquim em 1371 para homenagear e mostrar sua lealdade à corte Ming, trazendo com ele o selo de autorização emitida pela corte Yuan. Eles também afirmam que, uma vez que os sucessores dos lamas concederam o título de "príncipe", tinham que viajar para a corte Ming para renovar este título, e como os lamas se chamavam príncipes, a corte Ming tinha "plena soberania sobre o Tibete". Eles afirmam que a Dinastia Ming, mediante a emissão de decretos imperiais convidando ex-representantes Yuan à corte para cargos oficiais, nos primeiros anos de sua fundação, receberam a apresentação dos ex-líderes religiosos e administrativos dos Yuan nas áreas tibetanas, e, assim, incorporaram áreas tibetanas para os domínios da corte Ming. Assim, concluem, a corte Ming ganhou o poder de governar áreas tibetanas anteriormente sob o domínio da Dinastia Yuan.
O jornalista e autor Thomas Laird, em seu livro The Story of Tibet: Conversations with the Dalai Lama, escreveu que Wang e Nyima apresentam o ponto de vista do governo da China em seu Historical Status of China's Tibet, e não conseguem perceber que a China foi "absorvida em uma unidade política maior e não chinesa" durante a Dinastia mongol Yuan, que os dois acadêmicos pintam como uma característica da dinastia chinesa sucedida pelos Ming. Laird afirma que os governantes mongóis Cãs nunca administraram o Tibete como parte da China e, em vez governaram eles como territórios separados, comparando os mongóis com os ingleses que colonizaram a Índia e Nova Zelândia, ainda afirmando que isso não faz da Índia parte da Nova Zelândia como uma consequência. Entre os relatos mongol e tibetano mais recentes interpretando a conquista do país, Laird afirma que "eles, como todas as narrativas históricas não-chinesas, nunca retratam a subjugação mongol do Tibete como chineses."

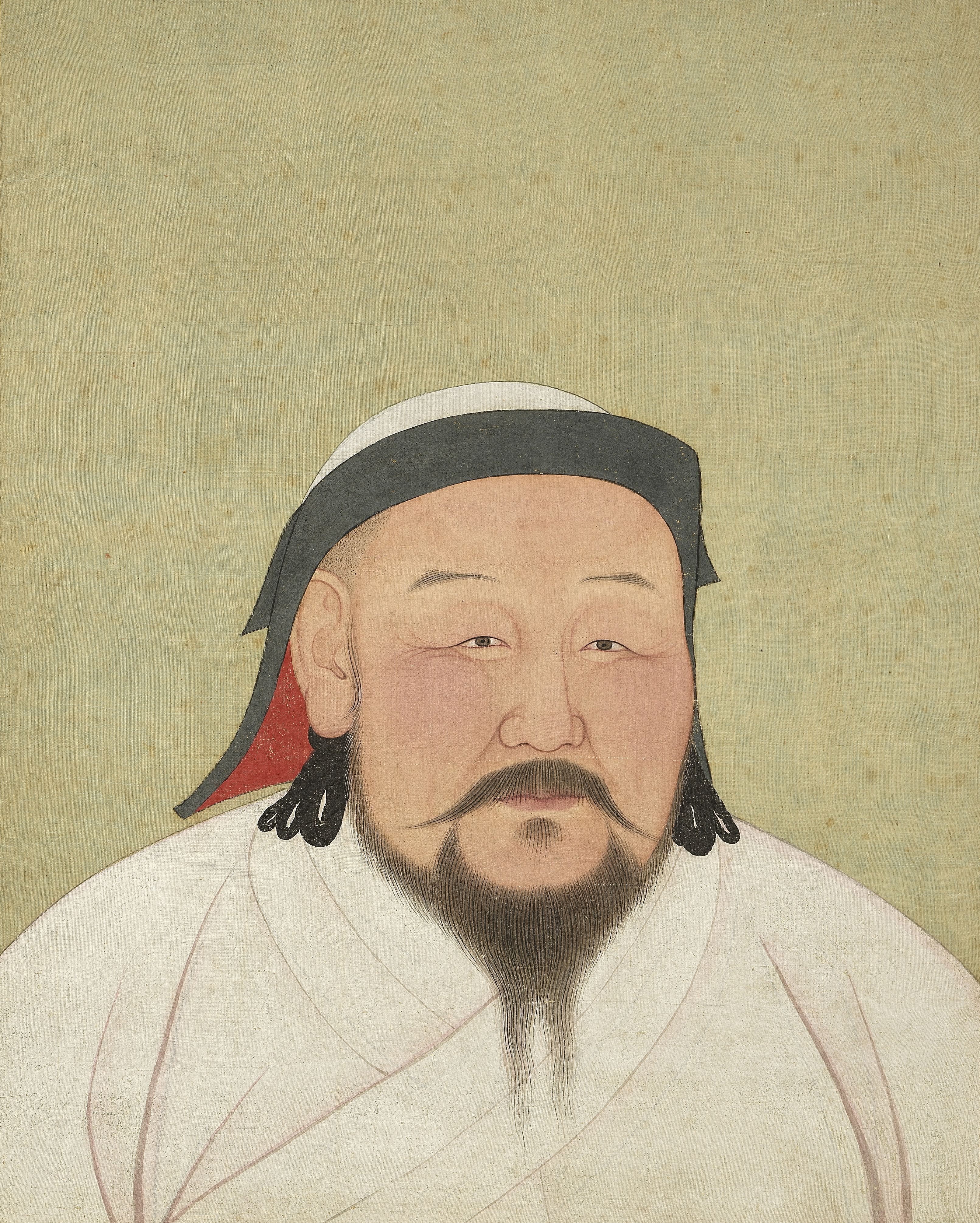
Cublai r.; Patricia Ann Berger escreveu que o padronado do imperador ming Yongle a Deshin Shekpa, 5º Karmapa Lama, foi uma tentativa de reafirmar a relação com o Tibete que Cublai já havia desfrutado com o lama Sakya Phagpa

A Columbia Encyclopedia faz distinções entre a Dinastia Yuan e os outros canatos do Império Mongol como Ilcanato, Chagatai e o Canato da Horda Dourada. Ela descreve a Dinastia Yuan como "a Dinastia mongol da China que governou de 1271 a 1368, e uma divisão do grande império conquistado pelos mongóis. Fundado por Cublai, que adotou o nome dinástico chinês de Yüan, em 1271." A Encyclopedia Americana descreve a Dinastia Yuan como "a linha de governantes mongóis da China", e acrescenta que os mongóis "proclamaram uma Dinastia Yüan em estilo chinês em Cambalique (Pequim)." O Metropolitan Museum of Art (The Met) escreveu que os governantes mongóis da Dinastia Yuan "adotaram modelos políticos e culturais chineses; governando a partir de suas capitais em Dadu, que assumiram o papel de imperadores chineses", embora o tibetologista Thomas Laird descartou a Dinastia Yuan como uma política não-chinesa e minimiza suas características com a nação. O The Met também observa que, apesar da assimilação gradual dos monarcas Yuan, os governantes mongóis ignoraram a maior parte dos literatos e impuseram duras políticas que discriminaram o sul chinês. Em seu Cublai: His Life and Times, Rossabi escreveu que Cublai "criou instituições governamentais que tanto se assemelhavam ou eram as mesmas que as tradicionais chinesas", e ele "quis sinalizar aos chineses que pretendia adotar a pompa e estilo de um governante chinês". No entanto, a hierarquia étnico-geográfica de castas favorecia aos mongóis e outras etnias a receberem maior status do que a maioria chinesa Han. Embora os chineses Han que foram recrutados como conselheiros frequentemente eram mais influentes do que altos funcionários, seu status não estava tão bem definido. Cublai também aboliu os exames imperiais do legado de serviço civil da China, que não foi restabelecido até o reinado do Imperador Renzong (1311-1320). Rossabi escreve que Cublai reconheceu que, para governar a China, "ele tinha que empregar conselheiros e funcionários chineses, mas não podia confiar totalmente nos conselheiros chineses porque tinha que manter um delicado equilíbrio entre a decisão da civilização sedentária da China e a preservação da identidade cultural e dos valores mongóis." E "no governo da China, ele estava preocupado com os interesses de seus súditos chineses, mas também com a exploração dos recursos do império ao seu próprio engrandecimento. Suas motivações e objetivos alternaram de um para o outro ao longo de seu reinado", conclui. Van Praag escreveu em The Status of Tibet que os tibetanos e mongóis, por outro lado, mantiveram um sistema duplo de governo e uma relação de interdependência que legitimou a sucessão de cãs mongóis como governantes budistas universais, ou chakravartin. Ele também escreveu que "o Tibete permaneceu uma parte única do Império e nunca foi totalmente integrado nele", citando exemplos como um mercado fronteiriço licenciado que existia entre a China e o Tibete durante a Dinastia Yuan.

#### Práticas Ming em conceder títulos aos tibetanos
De acordo com o Ministério de Assuntos Estrangeiros da República Popular da China, os Ming implementaram uma política de gestão do Tibete de acordo com suas convenções e costumes, concedendo títulos e criando órgãos administrativos no país. O Gabinete de Informação do Conselho de Estado da China afirma que o Escritório de Comando Ü-Tsang da Dinastia Ming governou a maioria das áreas do Tibete. Indica ainda que, enquanto os Ming aboliram o Conselho de Política criado pelos mongóis Yuan para gerir os negócios locais no Tibete e no sistema imperial Mongol de Tutores para governar os assuntos religiosos, os Ming adotaram uma política de títulos concedida aos líderes religiosos que tinham se submetido a Dinastia Ming. Por exemplo, um édito do Imperador Hongwu em 1373 nomeou o líder tibetano Chos-Kun-skyabs como General da Casa Civil e Militar Wanhu mNgav-ris, afirmando:
Eu, o soberano do Império, cortesmente convido as pessoas de todos os cantos do Império que amam a justiça e juram lealdade à Corte e lhes atribuo postos oficiais. Fui informado com grande prazer que você, Chos-Kun-skyabs, que vive na Região Oeste, inspirado por meu poder e reputação, é leal à Corte e capaz de salvaguardar o território sob sua responsabilidade. A Casa Civil e Militar Wanhu mNgav-ris acaba de ser estabelecida. Eu, portanto, o nomeio chefe do ofício com o título de General Huaiyuan, acreditando que você é o mais qualificado para o cargo. Espero que seja ainda mais consciente em seu trabalho do que no passado, para cumprir com disciplina e cuidar de seus homens para que a segurança e a paz em sua região possa ser garantida.

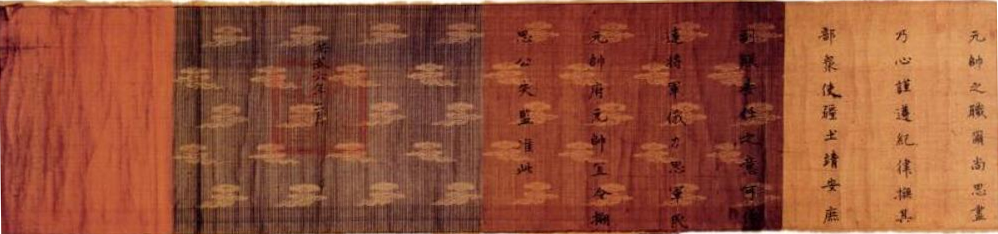
Édito do Imperador Hongwu concedendo o título de general do Escritório Militar e Civil mNgav-ris Wanhu ao líder tibetano Choskunskyabs em 1373

Chen Qingying, Professor de História e Diretor do Instituto de Estudos sobre História, sob a supervisão do Centro de Pesquisa Tibetana da China, em Pequim, evidencia que a corte do período da Dinastia Ming atribuiu novos lugares aos ex-líderes tibetanos de Phachu Kargyu, e concedeu-lhes posições de baixo nível hierárquico. Dos líderes do condado (zong ou dzong) de Neilwo Zong e Renbam Zong, Chen afirma que, quando "o imperador soube da situação real de Phachu Kargyu, a corte Ming então nomeou os principais líderes Zong a serem oficiais superiores do Comando Superior de Dbus e Gtsang". Os postos oficiais que a corte Ming estabeleceu no Tibete, como comandantes seniores e juniores, ofícios de Qianhu (encarregado de 1 000 famílias), e ofícios de Wanhu (encarregado de 10 000 famílias), foram todas as posições hereditárias de acordo com Chen, mas ele afirma que "a sucessão de alguns postos importantes ainda tinha que ser aprovada pelo imperador", enquanto mandatos imperiais antigos tiveram de ser devolvidos à corte Ming para a renovação.
De acordo com o tibetologista John Powers, fontes tibetanas contrariam esta narrativa de títulos concedidos pelos chineses aos tibetanos, com vários títulos que eles deram aos imperadores chineses e seus funcionários. Missões de tributo de mosteiros tibetanos à corte chinesa trouxeram de volta não apenas títulos, mas grandes presentes, com valor comercial que poderiam ser posteriormente vendidos. Os imperadores Ming enviaram convites para lamas dominantes, mas os lamas enviaram subordinados em vez de aparecerem, e nenhum governante tibetano nunca aceitou explicitamente o papel de ser um vassalo dos Ming. Hans Bielenstein escreve que, até a Dinastia Han (202 a.C.-220 d.C.), o governo chinês "manteve a ficção" de que funcionários estrangeiros que administravam os vários "Estados Dependentes" e cidades-estado oásis das Regiões Oeste (compostas da Bacia do Tarim e o oásis de Turpan) eram verdadeiros representantes Han devido à atribuição do governo de selos chineses e cabos de selo para eles.

#### Changchub Gyaltsen
Wang e Nyima afirmam que, após o título oficial "Ministro da Educação" ser concedido a Tai Situ Changchub Gyaltsen (1302–1364) pela corte Yuan, este título apareceu com frequência com seu nome em vários textos tibetanos, enquanto seu título "Degsi" (sic adequadamente sde-srid ou desi) raramente é mencionado. Wang e Nyima levam isso a significar que "mesmo no período posterior da Dinastia Yuan, a corte imperial Yuan e a Dinastia Phagmodrupa manteve uma relação de governo central-local". O próprio Tai Situpa deve ter escrito em seu testamento: "No passado, recebi o cuidado amoroso do imperador no leste. Se o imperador continuar a cuidar de nós, siga seus editos e o enviado imperial deve ser bem recebido."

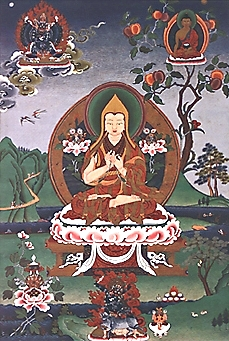
Representação de Tsongkhapa, fundador da Gelug, de uma pintura do século XIX

No entanto, Lok-Ham Chan, professor de história da Universidade de Washington, escreveu que os objetivos de Changchub Gyaltsen eram recriar o antigo reino tibetano que existia durante a Dinastia Tang, para construir o "sentimento nacionalista" entre os tibetanos e "remover todos os vestígios da soberba mongol". Georges Dreyfus, professor de religião no Williams College, escreveu que foi Changchub Gyaltsen, que adotou o antigo sistema administrativo de Songtsen Gampo (c. 605–649) — o primeiro líder do Império Tibetano a estabelecer o país como uma potência — reabilitando seu código legal de punições e unidades administrativas. Por exemplo, em vez das 13 governações estabelecidas pelo vice-rei mongol Sakya, Changchub Gyaltsen dividiu o Tibete central em distritos (dzong) com chefes distritais (dzong dpon) que tinham que se adaptar a velhos rituais e usar estilos de roupas do antigo Tibete Imperial. Van Praag afirma que as ambições de Changchub Gyaltsen foram "restaurar ao Tibete as glórias da sua Era Imperial", reinstalando a administração secular, promovendo "cultura e tradições nacionais" e instalando um código de lei que sobreviveu ao século XX.
De acordo com Chen, o oficial Ming de Hezhou (moderna Linxia) informou o Imperador Hongwu que a situação geral em Dbus e Gtsang estava "sob controle", e então ele sugeriu ao imperador que ele oferecesse ao segundo governante de phagmodru, Jamyang Shakya Gyaltsen, um título oficial. De acordo com os Registros do Imperador Fundador, o Imperador Hongwu emitiu um edito concedendo o título de "Mestre do Estado de Iniciação" a Sagya Gyaincain, enquanto o último enviou emissários à corte Ming para entregar seu selo de autoridade de jade, juntamente com tributo de seda colorida e cetim, estátuas do Buda, escrituras budistas e śarīra.
Dreyfus escreve que depois que Phagmodrupa perdeu seu poder centralizador sobre o Tibete em 1434, várias tentativas de outras famílias em estabelecer hegemônias falharam nos dois séculos seguintes até 1642 com a hegemonia efetiva do Quinto Dalai Lama sobre o Tibete.

#### Je Tsongkhapa
A dinastia Ming concedeu títulos a lamas de escolas, como o Karmapa Kargyu, mas este havia recusado os convites mongóis para receber os títulos. Quando o imperador ming Yongle convidou Je Tsongkhapa (1357–1419), fundador da escola Gelug, para comparecer à corte Ming e prestar homenagem, este recusou. Wang e Nyima escrevem que isso era devido à velhice e fraqueza física, e também por causa dos esforços feitos para construir três grandes mosteiros. Chen Qingying afirma que o monge escreveu uma carta para recusar o convite do Imperador e, nesta resposta, ele escreveu:
Não é que eu não saiba que é o edito do Grande dominador do mundo por causa da doutrina budista, ou que eu não obedeça ao edito de Sua Majestade. Estou gravemente doente sempre que encontrar o público, então não posso embarcar em uma viagem de acordo com o edito imperial. Desejo que Vossa Majestade seja misericordiosa e não se desagrade; será realmente uma grande clemência.

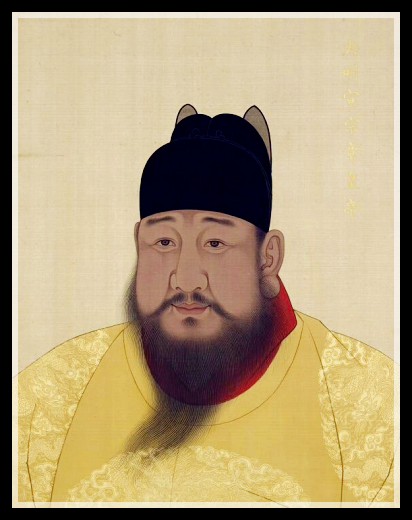
Imperador Xuande r.

A. Tom Grunfeld cita que Tsongkhapa declarou má saúde na sua recusa em comparecer à corte Ming, enquanto Rossabi acrescenta que o monge tibetano citou a "distância e arduidade da viagem" para a China como outro motivo para não comparecer. Este primeiro pedido dos Ming foi feito em 1407, mas a corte enviou outra embaixada em 1413, esta liderada pelo eunuco Hou Xian (候顯; fl. 1403–1427), que foi novamente recusada por Tsongkhapa. Rossabi escreveu que ele não queria alienar completamente a corte Ming, então enviou seu discípulo Chosrje Shākya Yeshes para Nanjing em 1414 em seu nome e, quando chegou no ano seguinte, o Imperador Yongle conferiu-lhe o título de "Professor de Estado" — o mesmo título já conferido ao governante phagmodrupa do Tibete. O Imperador Xuande (r. 1425–1435) até concedeu a este discípulo Chosrje Shākya Yeshes o título de "Rei" (王). Este título não parece ter tido qualquer significado prático, ou ter dado a seu titular qualquer poder, no Mosteiro Ganden de Tsongkhapa. Wylie observa que isso — como o Karma Kargyu — não pode ser visto como uma recondução dos cargos mongóis Yuan, uma vez que a escola Gelug foi criada após a queda dessa dinastia.

#### Implicações sobre a questão do governo
Dawa Norbu argumenta que historiadores comunistas chineses modernos tendem a ser a favor da visão de que os ming simplesmente renomearam funcionários antigos da Dinastia Yuan no Tibete e desta maneira perpetuaram seu governo no país. Norbu escreveu que, embora isso fosse verdade para as regiões tibetanas orientais nas relações "tributo e comércio" de Amdo e Kham com os ming, era falso se aplicado às regiões tibetanas ocidentais de Ü-Tsang e Ngari. Após o phagmodrupa Changchub Gyaltsen, estes foram regidos por "três regimes nacionalistas sucessivos", os quais Norbu escreveu: "os historiadores comunistas preferem ignorar".
Laird escreveu que os ming nomearam títulos para os príncipes tibetanos orientais e que "essas alianças com principados tibetanos orientais são a evidência de que a China atualmente produz afirmações de que os ming governaram o Tibete", apesar do fato de que eles não enviaram um exército para substituir os mongóis depois que deixaram o país. Yiu Yung-chin afirma que a extensão ocidental mais distante do território da Dinastia Ming era Gansu, Sichuan e Yunnan, enquanto "a dinastia não possuía o Tibete".
Shih-Shan Henry Tsai escreveu que o Imperador Yongle enviou seu eunuco Yang Sanbao para o Tibete em 1413 para obter a fidelidade de vários príncipes tibetanos, enquanto o soberano chinês pagou uma pequena fortuna em troca de presentes para homenagens, a fim de manter a lealdade dos estados vassalos vizinhos, como o Nepal e o Tibete. No entanto, Van Praag afirma que os governantes tibetanos mantiveram suas próprias relações separadas com os reinos do Nepal e Caxemira, e às vezes "se envolveram em confronto armado com eles".

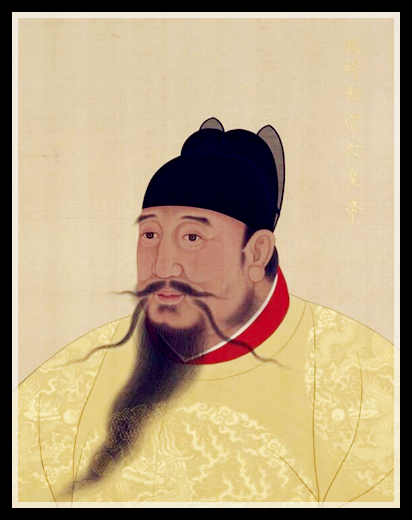
Imperador Yongle r.

Mesmo que Gelug trocou presentes e enviou encargos à corte ming até a década de 1430, esta escola tibetana não foi mencionada no Mingshi ou no Ming Shilu. Sobre isso, o historiador Li Tieh-tseng relata sobre a recusa de Tsongkhapa aos convites ming em visitar a corte do Imperador Yongle:

Na China, não só o imperador não podia fazer nada de errado, mas também seu prestígio e dignidade tinham que ser sustentados a qualquer custo. Se o fato de ter sido divulgado ao público que os repetidos convites de Ch'eng-tsu enviados a Tsong-ka-pa foram recusados, o prestígio e a dignidade do Imperador teriam sido considerados baixos num grau desprezível, especialmente num momento em que sua política de mostrar altos favores aos lamas não era de modo algum popular e já havia causado ressentimento entre pessoas. Isso explica por que nenhuma menção de Tsong-k'a-pa e da Seita Amarela foi feita no Ming Shih e Ming Shih lu.
Wylie afirma que este tipo de censura na História dos Ming distorce a imagem verdadeira da história das relações sino-tibetanas, enquanto a corte chinesa concedeu títulos a vários lamas, independentemente de suas afiliações sectárias numa guerra civil em curso no Tibete entre facções budistas concorrentes. Wylie argumenta que os títulos ming de "Rei" concedidos indiscriminadamente a vários lamas tibetanos ou mesmo seus discípulos não devem ser vistos como recondução para cargos anteriores da Dinastia Yuan, uma vez que o regime do vice-reino Sakya estabelecido pelos mongóis no Tibete foi derrubado pela miriarquia phagmodru antes dos ming existirem.
Helmut Hoffman afirma que os ming mantiveram a fachada de dominar o Tibete através de missões periódicas de "emissários de homenagem" à corte ming e concedendo títulos nominais aos lamas responsáveis, mas não interferiram na governança tibetana. Melvyn C. Goldstein escreveu que os ming não tinham autoridade administrativa real sobre o Tibete, já que os vários títulos atribuídos aos líderes tibetanos não conferiam autoridade como os títulos anteriores dos mongóis Yuan tinham. Ele afirma que "ao conferir títulos aos tibetanos já no poder, os imperadores ming simplesmente reconheceram a realidade política". Hugh Edward Richardson escreveu que a Dinastia Ming não exerceu nenhuma autoridade sobre a sucessão das famílias dominantes tibetanas, os Phagmodru (1354–1435), Rinpungpa (1435–1565), e Tsangpa (1565–1642).

### Organizações
- Gabinete de Informação do Conselho do Estado da República Popular da China. (2002). Testimony of History. Editado por Hongjia Xiang e Zhan Yuxin. China Intercontinental Press. ISBN 7-80113-885-6.
- Projeto Biográfico da História Ming da Associação para Estudos Asiáticos. (1976) Dictionary of Ming Biography, 1368–1644: 明代名人傳: Volume 1, A-L. Editado por L. Carrington Goodrich e Chaoying Fang. Nova Iorque: Columbia University Press. ISBN 0-231-03801-1.

### Autores
- Berger, Patricia Ann. (2003). Empire of Emptiness: Buddhist Art and Political Authority in Qing China. Manoa: University of Hawaii Press. ISBN 0-8248-2563-2.

- Bielenstein, Hans. (1980). The Bureaucracy of Han Times. Cambridge: Cambridge University Press. ISBN 0-521-22510-8.

- Cabezon, Jose Ignacio and Geshe Lobsang Dargyay. (2007). Freedom from Extremes: Gorampa's Distinguishing the Views and the Polemics of Emptiness. Somerville: Wisdom Publications, Inc. ISBN 0-86171-523-3.

- Denis Twitchett, Herbert Franke, John K. Fairbank, in The Cambridge History of China: Volume 6, Alien Regimes and Border States. Cambridge: Cambridge University Press. ISBN 0-521-24331-9, ISBN 978-0-521-24331-5.

- Chan, Hok-Lam. (1988). "The Chien-wen, Yung-lo, Hung-shi, and Hsuan-te reigns", in The Cambridge History of China: Volume 7, The Ming Dynasty, 1368–1644, Part 1, 182–384, editado por Denis Twitchett and John K. Fairbank. Cambridge: Cambridge University Press. ISBN 0-521-24332-7.

- Chan, Hok-Lam. "Ming Taizu's Problem with His Sons: Prince Qin's Criminality and Early-Ming Politics," in Asia Major THIRD SERIES, Vol. 20, No. 1 (2007): 45-103. Web.

- Chen, Qingying. (2003). Tibetan History. Pequim: China Intercontinental Press. ISBN 7-5010-1660-7.

- Chen, Qingying. (2005). The System of the Dalai Lama Reincarnation. Pequim: China Intercontinental Press. ISBN 7-5085-0745-2.

- Dreyfus, Georges. (2003). "Cherished memories, cherished communities: proto-nationalism in Tibet", in The History of Tibet: Volume 2, The Medieval Period: c. AD 850–1895, the Development of Buddhist Paramountcy, 492–522, ed. Alex McKay. Nova Iorque: Routledge. ISBN 0-415-30842-9.

- Ebrey, Patricia Buckley (1999). The Cambridge Illustrated History of China. Nova Iorque: Cambridge University Press. ISBN 0-521-66991-X

- Forbes, Andrew ; Henley, David (2011). China's Ancient Tea Horse Road. Chiang Mai: Cognoscenti Books. ASIN B005DQV7Q2

- Geiss, James. (1988). "The Cheng-te reign, 1506–1521", in The Cambridge History of China: Volume 7, The Ming Dynasty, 1368–1644, Part 1, 403–439, editado por Denis Twitchett and John K. Fairbank. Cambridge: Cambridge University Press. ISBN 0-521-24332-7.

- Goldstein, Melvyn C. (1997). The Snow Lion and the Dragon: China, Tibet and the Dalai Lama. Berkeley: University of California Press. ISBN 0-520-21951-1.

- Grunfeld, A. Tom. (1996). The Making of Modern Tibet. Nova Iorque: M.E. Sharpe, Inc. ISBN 1-56324-714-3.

- Hoffman, Helmut. (2003). "Early and Medieval Tibet", in The History of Tibet: Volume 1, The Early Period to c. AD 850, the Yarlung Dynasty, 45–69, editado por Alex McKay. Nova Iorque: Routledge. ISBN 0-415-30842-9.

- Howard, Angela F. (2006). "Introduction", in Chinese Sculpture, 7–16, editado por Angela F. Howard. New Haven: Yale University Press. ISBN 0-300-10065-5.

- Huckenpahler, Victoria. (1990). "Introduction" in The Great Kagyu Masters: The Golden Lineage Treasury. Translated by Khenpo Könchog Gyaltsan. Edited by Victoria Huckenpahler. Ithica: Snow Lion Publications. ISBN 1-55939-244-4.

- Illich, Marina. (2006). "Imperial Stooge or Emissary to the Dge lugs Throne? Rethinking the Biographies of Chankya Rolpé Dorjé", in Power, Politics, and the Reinvention of Tradition: Tibet in the Seventeenth and Eighteenth Centuries, 17–32. Edited by Bryan J. Cuevas & Kurtis R. Schaeffer. Leiden: Koninklijke Brill. ISBN 90-04-15351-9.

- Karmay, Santen. (1988). Secret Visions of the Fifth Dalai Lama. Londres: Serindia Publications. ISBN 0-906026-47-4.

- Klieger, P. Christiaan. (2006). "Riding High on the Manchurian Dream: Three Paradigms in the Construction of the Tibetan Question", in Contemporary Tibet: Politics, Development, and Society in a Disputed Region, 214–229, edited by Barry Sautman and June Teufel Dreyer. Nova Iorque: M.E. Sharpe, Inc. ISBN 0-7656-1354-9.

- Kolb, Albert. (1971). East Asia: China, Japan, Korea, Vietnam: Geography of a Cultural Region. Translated by C.A.M. Sym. Nova Iorque: Routledge. ISBN 0-416-08420-6.

- Kolmaš, Josef. (1967). Tibet and Imperial China: A Survey of Sino-Tibetan Relations Up to the End of the Manchu Dynasty in 1912: Occasional Paper 7. Canberra: The Australian National University, Centre of Oriental Studies.

- Laird, Thomas. (2006). The Story of Tibet: Conversations with the Dalai Lama. Nova Iorque: Grove Press. ISBN 0-8021-4327-X.

- Langlois, John D., Jr. (1988). "The Hung-wu reign, 1368–1398", in The Cambridge History of China: Volume 7, The Ming Dynasty, 1368–1644, Part 1, 107–181, edited by Denis Twitchett and John K. Fairbank. Cambridge: Cambridge University Press. ISBN 0-521-24332-7.

- Lopez, Donald S., Jr. "'Lamaism' and the Disappearance of Tibet", Comparative Studies in Society and History (Volume 38, n.º 1, Janeiro de 1996): 3–25.

- Norbu, Dawa. (2001). China's Tibet Policy. Richmond: Curzon. ISBN 0-7007-0474-4.

- Patterson, George N. "China and Tibet: Background to the Revolt", The China Quarterly (n.º 1, Janeiro–Março de 1960): 87–102.

- Perdue, Peter C. (2000). "Culture, History, and Imperial Chinese Strategy: Legacies of the Qing Conquests", in Warfare in Chinese History, 252–287, edited by Hans van de Ven. Leiden: Koninklijke Brill. ISBN 90-04-11774-1.

- Powers, John. History as Propaganda: Tibetan Exiles versus the People's Republic of China (2004) Oxford University Press. ISBN 978-0-19-517426-7

- Van Praag, Michael C. van Walt. (1987). The Status of Tibet: History, Rights, and Prospects in International Law. Boulder: Westview Press. ISBN 0-8133-0394-X.

- Rawski, Evelyn S. (1998). The Last Emperors: A Social History of Qing Imperial Institutions. Berkeley: University of California Press. ISBN 0-520-22837-5.

- Riggs, Fred W. "Tibet in Extremis", Far Eastern Survey (Volume 19, n.º 21, 1950): 224–230.

- Robinson, David M. "Politics, Force and Ethnicity in Ming China: Mongols and the Abortive Coup of 1461", Harvard Journal of Asiatic Studies (Volume 59, n.º 1, Junho de 1999): 79–123.

- Robinson, David M. (2008). "The Ming Court and the Legacy of the Yuan Mongols," in David M. Robinson (ed), Culture, Courtiers, and Competition: the Ming Court (1368-1644), 365-411. Cambridge, MA e Londres: Harvard University Asia Center and Harvard University Press.

- Rossabi, Morris (1988). Khubilai Khan: His Life and Times. Berkeley: University of California Press. ISBN 0-520-05913-1.

- Rossabi, Morris (1998). "The Ming and Inner Asia," in The Cambridge History of China: Volume 8, The Ming Dynasty, 1368–1644, Part 2, 221–271. Editado por Frederick W. Mote and Denis Twitchett. Nova Iorque: Cambridge University Press. ISBN 0-521-24333-5.

- Sperling, Elliot. (2003). "The 5th Karma-pa and some aspects of the relationship between Tibet and the Early Ming", in The History of Tibet: Volume 2, The Medieval Period: c. AD 850–1895, the Development of Buddhist Paramountcy, 473–482, ed. Alex McKay. Nova Iorque: Routledge. ISBN 0-415-30842-9.

- Thinley, Karma. (1980). The History of the Sixteen Karmapas of Tibet. Boulder: Prajna Press. ISBN 0-87773-716-9.

- Tsai, Shih-Shan Henry. (2001). Perpetual Happiness: The Ming Emperor Yongle. Seattle: University of Washington Press. ISBN 0-295-98124-5.

- Tuttle, Gray. (2005). 'Tibetan Buddhists in the Making of Modern China. Nova Iorque: Columbia University Press. ISBN 0-231-13446-0.

- Twitchett, Denis. (2000). "Tibet in Tang's Grand Strategy" in Warfare in Chinese History, 106–179, editado por Hans van de Ven. Leiden: Koninklijke Brill. ISBN 90-04-11774-1.

- Vollmer, John E. (2004). Silk for Thrones and Altars: Chinese Costumes and Textiles from the Liao through the Qing Dynasties. Berkeley: Ten Speed Press. ISBN 1-58008-590-3.

- Wang, Jiawei and Nyima Gyaincain. (1997). The Historical Status of China's Tibet. Pequim: China Intercontinental Press. ISBN 7-80113-304-8.

- Weidner, Marsha. (2001). "Imperial Engagements with Buddhist Art and Architecture: Ming Variations of an Old Theme", in Cultural Intersections in Later Chinese Buddhism, 117–144, editado por Marsha Weidner. Manoa: University of Hawaii Press. ISBN 0-8248-2308-7.

- Wills, John E., Jr. (1998). "Relations with Maritime Europe, 1514–1662", in The Cambridge History of China: Volume 8, The Ming Dynasty, 1368–1644, Part 2, 333–375. Editado por Denis Twitchett, John King Fairbank, and Albert Feuerwerker. Nova Iorque: Cambridge University Press. ISBN 0-521-24333-5.

- Wylie, Turrell V. "The First Mongol Conquest of Tibet Reinterpreted", Harvard Journal of Asiatic Studies (Volume 37, n.º 1, Junho de 1977): 103–133.

- Wylie, Turrell V. (2003). "Lama Tribute in the Ming Dynasty", in The History of Tibet: Volume 2, The Medieval Period: c. AD 850–1895, the Development of Buddhist Paramountcy, 467–472, ed. Alex McKay. Nova Iorque: Routledge. ISBN 0-415-30842-9.

- Yiu, Yung-chin. (1998). "Two Focuses of the Tibet Issue", in Through Dissident Chinese Eyes: Essays on Self-determination, 121–123, editado por Cao Changqing and James D. Seymour. Nova Iorque: M.E. Sharpe, Inc. ISBN 1-56324-922-7.